# Арендт, Мария Юрьевна
Мария Арендт (Мария Юрьевна Арендт, 17 декабря 1968 год, город Москва) — современная российская художница, живописец, график, иллюстратор, работает в технике «графика нитью на холсте» (вышивание), занимается инсталляциями. С 1997 года входит в секцию монументально-декоративного искусства Московского Союза художников. Работы находятся в коллекциях Русского музея, Третьяковской галереи, Музея архитектуры имени Щусева, «Гараже», MMоMA и в частных собраниях и коллекциях Альберто Сандретти (Италия), Николаса Ильина (Германия), Брайана Ино (Лондон) и других.

## История

### Династия
Мария Арендт относится к старому российскому роду. По семейной легенде, «первый Арендт» в семейном древе московской династии был военнопленным артиллеристом, попавшим в Россию из Швеции во времена Петра I. Предок Николай Фёдорович Арендт был личным врачом Российского Императорского двора, он облегчал страдания Александра Пушкина после дуэли с Дантесом. Непосредственно ветвь Марии идёт от его брата — Андрея Фёдоровича Арендта (1795—1862), тоже врача. Он жил в Симферополе и участвовал в Крымской войне. Кроме Пушкина, бывшего в Крыму проездом, он лечил других известных писателей — Василия Жуковского и Виссариона Белинского, был знаком с хирургом Николаем Пироговым, написал научный труд «Бешенство и борьба с ним». В 1850-х годах Николай I подарил Андрею Фёдоровичу земли в Симферополе, где тот построил усадьбу.
Жена Андрея Фёдоровича — Матрёна Калистратовна Баптизманская — бежала в Россию из Польши при Наполеоне. У пары было 10 детей: Фёдор, Павел, Николай, Константин, Владимир, Андрей, Екатерина, Наталья, Нина и София. Прапрадед Марии — Николай Андреевич Арендт (1833—1893) — окончил Императорскую медико-хирургическую академию в Петербурге, работал врачом, но больше известен как первопроходец отечественного воздухоплавания. Род его жены — Софии Адриановны Сонцовой — ведёт корни от князя Владимира Красное Солнышко, она была хорошо образована, вела светские переписки с писателем Григорием Данилевским, поэтом Яковом Полонским и философом Фердинандом Лассалем. У пары было три дочери: старшие обе Софии и младшая Ариадна.
Прабабушка Марии Арендт — средняя дочь Николая Андреевича и Софии Адриановны. Две другие сестры уехали из России, а София Николаевна, хоть и получила образование в Варшаве и Париже, осталась на родине и работала дантистом в Симферополе. В апреле 1921 года, в разгар гражданской войны, София попала под проверку ЧК «за пособничество белым» и была освобождена поэтом Максимилианом Волошиным, но утратила возможность вести частную практику. Ей пришлось устроиться в Симферопольскую железнодорожную поликлинику.
Дочь Софии Николаевны (бабушка Марии Арендт) — Ариадна Александровна Арендт (1906—1997) стала известным советским скульптором и графиком. Среди её учителей и наставников Вера Мухина, Иван Ефимов, Владимир Фаворский, Иосиф Чайков. Считается, что Ариадна создала портрет Константина Циолковского в 1930-е годы после встречи: учёный интересовался воздухоплавательными работами Николая Арендта. Во ВХУТЕМАСе Ариадна встретила своего первого мужа, скульптора Меера Айзенштадта, в 1934 году у них родился сын Юлий (отец Марии Арендт). Ариадна впоследствии изменила его имя и отчество, он стал Юрием Андреевичем Арендтом (1934—2022). В советское время Ариадне и второму мужу Анатолию Григорьеву пришлось непросто. После его освобождения из Воркутлага и восстановления художественных прав и доступа к мастерской, они построили дом в Коктебеле, который и сейчас является семейным домом.
Юрий Арендт поступил на геофак МГУ, где познакомился с Еленой Евгеньевной Павловой (1934—2018), они оба были палеонтологами, однако помимо науки Юрий занимался и коллекционированием, и реставрацией семейных работ в мемориальной квартире и мастерской Арендтов на Масловке. У пары две дочери — Наталия (художница сцены по образованию, занимается живописью и скульптурой) и Мария. Дочь старшей сестры тоже носит имя Ариадна, искусствоведка, художница и керамистка. А сын Марии — Александр Арендт-Суслов — пошёл в науку, физик, занимается океанологией.

### Становление, техника и темы
Обе сестры росли в Коктебеле и городке художников на Верхней Масловке в Москве, где одновременно жили Василий Ватагин, Эрнст Неизвестный и другие деятели искусства. Девушки проводили много времени в мастерских и на выставках, а первой учительницей была их бабушка Ариадна Александровна. Сестра Наталия занялась скульптурой, а Мария Арендт поступила в Московское художественно-промышленное училище по специальности «художник по вышивке» и закончила его в 1989 году. До 1995 года она работала художником-дизайнером. С 1997 года входит в секцию монументально-декоративного искусства Московского Союза художников.
Бабушка поддержала инициативу Марии заниматься вышивкой. В интервью Мария отмечает, что выбрала отличную от бабушки и сестры технику, «чтобы не сравнивали», а также «отчасти потому, что скульптура — очень тяжеловесное вещество-существо, а хотелось чего-то лёгкого, воздушного… чтобы выставку поместить в чемодан… чтобы это было на невесомых тканях». Творческий поиск начинался народных мотивов, после — икон, потом она перешла на миниатюры на черепицах: «На одной из совместных с Наташей выставок [во флигеле «Руина»] я поняла, что мои работы среди огромных скульптур никто не заметит, надо что-то изобретать». В итоге Мария «стала вышивать миниатюры белыми стежками на чёрном фоне. Маленькое на огромном. С этого все и началось. Каждый стежок был вымерен, выстрадан, каждую работу я делала долго и тщательно». Художница и арт-критик Марина Перчихина называет работы Марии термином «завесы».
Кураторы называют её технику «рисование иглой». Ткань, которую выбирает Мария Арендт для своих работ, чаще всего белая или чёрная — как лист бумаги или как аспидная доска. Мария работает частично руками, частично создаёт образы на швейной машинке. В некоторых работах использует обрывки старых газет в качестве «связующего звена между прошлым и настоящим», украшает палеонтологическими артефактами и ракушками, дополняет винтажными тканями. Изнаночная сторона работ важна не менее лицевой.
В проектах часто присутствуют медицинская тематика: «В нашей семье было несколько поколений врачей, поэтому без медицины на выставке никак не обойтись». В частности, в 2012 году Мария придумала проект «Дела сердечные», или «Курсы кройки и шитья», и пригласила в соавторы кардиохирурга Михаила Алшибая. Среди вдохновляющих её художников Арендт называет Трейси Эмин, Тимура Новиков, Антони Тапиеса и своих предков — Ариадну Арендт и Меера Айзенштадта, к которым часто делает оммажи в своих работах, Мария также использует авиационные эскизы и наброски прапрадеда, включает детские впечатления. Помимо этого в темах фигурирует литература (Пушкин) и фольклор (частушки).
Крупный проект «Ткань города» посвящён объектам, требующим внимания общества: «Что может быть более странным: бетон, арматура, железо — и вдруг это изображено вот так воздушно, в качестве медиа выбрана ткань». В 2010 году она создала серию работ «Сила башни» во время разговоров о возможном сносе Шуховской башни на Шаболовке — в тот момент архитектурный объект был в критическом состоянии и требовал как минимум консервации. Марию привлекают здания в стиле конструктивизма. Она вышивала тель-авивские белые кварталы, ездила в Коломну, чтобы вышивать с натуры архитектурные объекты, которым грозит опасность, в том числе от некорректной реставрации: «Одну работу я оставляю Шёлковой фабрике — её изображение. Создавать её мне помогали жители Коломны: часть швов прошила коломенская портниха, несколько окошек соткала сотрудница Шёлковой фабрики, поэтому я считаю, что работа не совсем мне принадлежит, а городу. Вторая работа поедет со мной в мастерскую. Буду показывать её на выставках». В 2021 году в Лондоне, где Мария жила с сестрой Наталией, она узнала, что собираются снести башни газгольдера XIX века: «от безысходности и невозможности помочь сохранить, начала вышивать их».
Потомкам Андрея Фёдоровича Арендта пришлось продать симферопольскую усадьбу и переехать в Мегофули рядом с Ялтой, однако семья всегда боролась за сохранение родового дома как архитектурного и исторического наследия города. Здание требует реставрации. В 2016 году Мария была в числе 128 представителей художественного сообщества, подписавших Диплом в защиту Петра Павленского, арестованного за акцию «Угроза».
| - Серия работ «Другой Пушкин», июль 2023 |

## Выставки и проекты

### Персональные
Мария Арендт регулярно выставляется с 2008 года в России и Европе (Великобритания, Франция, Италия. В портфолио немало совместных проектов с сестрой Наталией, ряд Московских биеннале современного искусства. Ниже представлены некоторые крупные персональные и групповые выставки и мероприятия.
- Проект «Коломна. Ткань города» — победитель Международного грантового конкурса проектов «Арткоммуналка-2021»[1]
- Выставка сестёр Арендт «Куриный бог» в здании Россотрудничества в Лондоне (2020)[18]
- Выставка «Шито-крыто, или Текстильная архитектура» в МОМА на Гоголевском бульваре (2020)[2][3][10], среди работ был совместный с Натальей Арендт проект «Другой Пушкин»[6]; впервые «Шито-крыто…» экспонировалась в 2009 году в Государственном литературном музее рамках 3‑й Московской биеннале современного искусства[19], в 2011-м — в петербургской AL Gallery[20]
- Выставка в галерее Roza Azora в рамках международной ярмарки современного искусства Cosmoscow 2018[21][22]
- Выставка сестёр Арендт «Скульптура в городе М: Меер Айзенштадт, Наташа и Мария Арендт» в Музее архитектуры имени Щусева к 120-летию со дня рождения Меера Айзенштадта с его скульптурами (2016)[23][24]
- Выставка сестёр Арендт с Дарьей Суровцевой «А в стакане лилия…» в Azarnova Gallery&Projects (2013)[25]
- Выставка сестёр Арендт «Небо. Самолёт. Дедушка» в галерее ART re.FLEX (2013)[26]
- Выставка сестёр Арендт «Принужденная обстановка» с Натальей в Музейном центре РГГУ (2013)[27]
- Выставка сестёр Арендт «Пушкин — это наше всё» в Доме Остроухова (2012)[28]
- Выставка сестёр Арендт и Евгения Габриелева на бывшем военном корабле HMS President, пришвартованном на Темзе (2008)[29]
- Выставка сестёр Арендт «Две сестры» в Музее архитектуры имени Щусева (2008)[30]

### Групповые
- Выставка «Дневники странствий» в галерее «Культпроект» (2022)[32]
- Выставка в Доме творчества «Переделкино» (2022)[33]
- Фестиваль «Первая фабрика авангарда» в Иванове (2021)[34]
- Выставка «Уроки ВХУТЕМАСа» к 100-летию учебного заведения в Доме-музее Станиславского (2021), серия работ Марии была посвящена учебным дисциплинам ВХУТЕМАС[35][36][37]
- Выставка Russian Contemporary: Drawing. No Limits в центре русской культуры «Пушкинский дом» в Лондоне (2016)[38]
- Выставка «Влияние-2015: современная живопись» в рамках фестиваля «КомМиссия» в Центре дизайна Artplay[39]
- Выставка «Актуальный рисунок» в Русском музее (2014)[40]
- Благотворительная выставка-аукцион «Контакт» в пользу фонда «Добросердие», помогающего детям с ДЦП (2014)[41]
- Выставка «Эль Греко: Толедо 1614 — Москва 2014» к 400-летию со дня смерти художника, организованной Институтом Сервантеса и Центром современной живописи[42].
- Выставка «Музей современного искусства: Департамент труда и занятости» в Третьяковской галерее на Крымском валу (2013), Мария представила проект «Курсы кройки и шитья», созданный совместно с кардиохирургом Михаилом Алшибая[11]
- Выставка «Открытки от художников» в Доме Остроухова (2013)[43]
- Выставка «PROнежность» в галерее RuArts (2012)[44]
- Выставлялась на международных ярмарках современного искусства: Viennacontemporary (2018)[45], Contemporary Istanbul (2015)[46] и «Арт Вильнюс» (2014)[47]